# Jay Bridger
Jay Bridger (* 23. September 1987 in Kent) ist ein ehemaliger britischer Automobilrennfahrer.

## Karriere
Bridger begann seine Motorsportkarriere im Alter von acht Jahren im Kartsport und war bis 2005 in dieser Sportart aktiv. 2006 wechselte er in den Formelsport und trat in der britischen Formel Ford an. Mit einer Podest-Platzierung beendete er die Saison auf dem neunten Gesamtrang. In der anschließenden Wintermeisterschaft der Serie belegte er mit einem Sieg den achten Platz in der Gesamtwertung. 2007 blieb Bridger in der britischen Formel Ford und verbesserte sich mit einem Sieg auf den fünften Platz in der Fahrerwertung.
2008 trat er für Fluid Motorsport als Teamkollege von Stefan Wilson in der britischen Formel-3-Meisterschaft an und gewann den Meistertitel in der nationalen Klasse. 2009 startete er für verschiedene Teams in der britischen Formel-3-Meisterschaft. Mit einem siebten Platz als bestes Resultat beendete er die Saison auf dem 15. Gesamtrang. 2010 bestritt Bridger für Litespeed F3 seine dritte Saison in der britischen Formel 3. Ein vierter Platz war sein bestes Ergebnis in dieser Saison, die er auf dem 14. Platz in der Fahrerwertung beendete.

## Karrierestationen
| - 1996–2005: Kartsport - 2006: Britische Formel Ford (Platz 9) - 2006: Britische Formel Ford, Wintermeisterschaft (Platz 8) | - 2007: Britische Formel Ford (Platz 5) - 2008: Britische Formel 3, nationale Klasse (Meister) - 2009: Britische Formel 3 (Platz 15) | - 2010: Britische Formel 3 (Platz 14) |